# Via della Spiga
Die Via della Spiga ist eine der Straßen im Zentrum Mailands, die zum sogenannten Viereck der Mode (italienisch: Quadrilatero della moda) gehört, zusammen mit der Via Monte Napoleone, Via Manzoni, Via Sant’Andrea und dem Corso Venezia. In diesem Viereck im Ersten Stadtbezirk Mailands befinden sich heute Läden bekannter Modemarken und Vertretungen vieler Firmen mit Luxusartikeln.

## Geschichte
Der Name der Straße leitet sich gemäß einer Überlieferung von der Adelsfamilie der Spighi ab, die in Mailand bereits zur Zeit des letzten Herzogs Francesco II. Sforza Ende des 15. Jahrhunderts ansässig waren. Eine andere Überlieferung nennt ein namensgebendes Wirtshaus, welches vor der Fassade eine Ähre, eine spiga, zeigte.
Die heutige Straße diente als Straße für die Zulieferer, für den Abtransport von Abfall, als Zugang zu kleinen Gärten und für die Bediensteten der repräsentativen Villen mit Blick auf den parallel zur Via della Spiga verlaufenden Kanal des Naviglio interno. Der Naviglio wurde erst in den 1930er Jahren zugeschüttet, um Platz für eine Straße zu gewinnen.
Im 19. Jahrhundert wohnten und arbeiteten in der Via della Spiga einige der Revolutionäre des Mailänder Aufstands von 1848, der „Fünf Tage von Mailand“, im März 1848. Der Aufstand vom 18. bis 22. März richtete sich gegen die Herrschaft des österreichischen Königreichs Lombardei und Venetien. Zu den Aufständischen gehörten Francesco Restelli, der im Haus Nr. 17 wohnte und nach Venedig entsandt wurde, um dort für den Anschluss Venetiens an das Königreich Sardinien zu werben. Im Haus Nr. 30 verfasste Cesare Correnti als Sekretär der Provisorischen Regierung das Manifest der Aufständischen. An dieses Ereignis erinnert heute eine Tafel am 1944 durch den Mailänder Architekten Gio Ponti errichteten Neubau des Verlagshauses Garzanti. Dieses residierte hier und im Haus Nr. 28 bis zum Jahre 1996.

## Veränderungen seit den 1960er Jahren
Anfang der 1960er Jahre war die Via della Spiga noch eine Straße der kleinen Leute mit Bäckereien, Schlachtereien, Friseuren etc. Im Laufe der nächsten Jahrzehnte siedelten sich jedoch Boutiquen, Restaurants und Niederlassungen von weltbekannten Modehäusern an, so z. B. Prada oder Dolce & Gabbana, sowie Design- und Einrichtungshäuser wie z. B. Nilufar. Die Straße wurde Fußgängerzone mit Pflasterung, die Beleuchtung erfolgt heute mit LED, sie wird als umweltfreundlich bezeichnet.